# Wayne Adam Ford
Wayne Adam Ford (ur. 3 grudnia 1961 w Petalumie) – amerykański seryjny morderca.
Został aresztowany po tym, gdy wszedł do biura szeryfa hrabstwa Humboldt mieszczącego się
w Eurece, w stanie Kalifornia, w listopadzie 1998 r., gdzie przyznał się do zamordowania
czterech kobiet. Podczas przeszukania znaleziono w jednej z jego kieszeni odciętą kobiecą
pierś. 27 czerwca 2006 roku został uznany za winnego popełnienia wszystkich czterech morderstw
pierwszego stopnia, a 11 sierpnia tego samego roku sąd skazał go na karę śmierci.

## Ofiary Forda
| Lp. | Ofiara             | Wiek | Data                 |
| --- | ------------------ | ---- | -------------------- |
| 1.  | Kerry Ann Cummings | 25   | Październik 1997     |
| 2.  | Tina Renee Gibbs   | 26   | Czerwiec 1998        |
| 3.  | Lanette White      | 25   | 20 września 1998     |
| 4.  | Patricia Tamez     | 38   | 22 października 1998 |